# Vila Campesina

Vila Campesina é um bairro de Osasco que se originou de um empreendimento da Cia City. Esta demarcou lotes em tres ruas originalmente. Esses lotes são:Jardim Ermilof; Vila Campesina; Jardim Wilson; Jardim Guanabara. O bairro é delimitado ao norte e leste pelo bairro Distrito Industrial Autonomistas; Ao sul com os bairros Vila Yara e Cidade de Deus; A oeste com o Centro.

## Principais vias
- Avenida dos Autonomistas
- Avenida Doutor Carlos de Moraes Barros
- Rua Aurora Soares Barbosa
- Rua Deputado Emílio Carlos[1]

## Educação e cultura
- EE Professor José Maria Rodrigues Leite
- Colégio SESI
- Colégio Albert Einsten
- Colégio COC Vila Yara
- Teatro Municipal de Osasco
- Espaço Feito à Mão
- Espaço Cultural Hot Stock[1]

## Dados da segurança pública do bairro
| Ocorrências de 2004     | Números | Porcentagem % |
| ----------------------- | ------- | ------------- |
| Homicídio doloso        | 1       | 0,34          |
| Tentativa de latrocínio | 1       | 0,34          |
| Furto                   | 86      | 28,96         |
| Roubo                   | 50      | 16,84         |
| Roubo de veículos       | 30      | 10,10         |
| Furto de veículos       | 129     | 43,43         |
| Total Ocorrências       | 297     | 100,0         |

Fonte - Secretaria de Gestão Estratégica – Pesquisa - 2005